# Havhingsten fra Glendalough
Pour les articles homonymes, voir Germania.
Le Havhingsten fra Glendalough (en anglais : "The Sea Stallion from Glendalough" ou juste "Sea Stallion") est le nom donné à une réplique de bateau viking d'après une épave trouvée en 1962 dans le fjord de Roskilde et construite vers 1042 avec du chêne de Glendalough en Irlande. Celle-ci est exposée au Musée des navires vikings de Roskilde sous le nom de Skuldelev 2 .
Son port d'attache est le Musée des navires Vikings de Roskilde. Il est l'un des plus grands bateaux viking reconstruits au Danemark.

## Histoire
Ce bateau a été construit de 2000 à 2004 au chantier naval du Vikingeskibsmuseet (Musée des navires vikings de Roskilde) .

Il est utilisé à des fins scientifiques. Il a d'abord fait des croisières de formation dans les fjords locaux avant d'entreprendre une première expédition en été 2006 dans le Skagerrak. il est passé par Læsø (Danemark), Lysekil (Suède), Oslo, Tønsberg, Risør et Lyngør (Norvège), Thyborøn, Løgstør et Orø (Jutland).

Il a effectué un voyage d'étude à Dublin lors de l'été 2007 pour le Musée national d'Irlande. Puis il est resté à quai du Grand Canal Dock jusqu'à son retour à Roskilde en été 2008. La Banque nationale du Danemark a édité une pièce commémorative de 20 couronnes.
Il continue à naviguer à partir du Musée et participe à des rassemblements de bateaux vikings et manifestations de l'Âge des Vikings.